# Surf de neu als Jocs Olímpics d'hivern de 2010
Als Jocs Olímpics d'Hivern de 2010 celebrats a la ciutat de Vancouver (Canadà) es disputaren sis proves de surf de neu, tres en categoria masculina i tres més en categoria femenina.
Les proves es realitzaren entre els dies 15 i 27 de febrer de 2010 a les instal·lacions de Cypress Mountain.

## Comitès participants
Hi participaren un total de 188 corredeors, entre ells 104 homes i 81 dones, de 27 comitès nacionals diferents.
| - Andorra (1) - Alemanya (8) - Austràlia (8) - Àustria (14) - Brasil (1) - Bulgària (2) - Canadà (18) |  | - Corea del Sud (1) - Dinamarca (1) - Eslovènia (7) - Espanya (4) - Estats Units (18) - Finlàndia (5) - França (17) |  | - Itàlia (11) - Japó (12) - Països Baixos (2) - Noruega (10) - Nova Zelanda (5) - Polònia (4) - Regne Unit (4) |  | - Txèquia (5) - Rússia (6) - Suècia (1) - Suïssa (16) - Ucraïna (2) - R.P. de la Xina (5) |

## Resum de medalles

### Categoria masculina
| Prova                     | Or                 | Argent          | Bronze           |
| Eslàlom paral·lel Detalls | Jasey-Jay Anderson | Benjamin Karl   | Mathieu Bozzetto |
| Migtub Detalls            | Shaun White        | Peetu Piiroinen | Scott Lago       |
| Camp a través Detalls     | Seth Wescott       | Mike Robertson  | Tony Ramoin      |

### Categoria femenina
| Prova                     | Or                  | Argent              | Bronze         |
| Eslàlom paral·lel Detalls | Nicolien Sauerbreij | Ekaterina Ilyukhina | Marion Kreiner |
| Migtub Detalls            | Torah Bright        | Hannah Teter        | Kelly Clark    |
| Camp a través Detalls     | Maëlle Ricker       | Déborah Anthonioz   | Olivia Nobs    |

## Medaller
| Posició | País          | Or | Argent | Bronze | Total |
| 1       | Estats Units  | 2  | 1      | 2      | 5     |
| 2       | Canadà        | 2  | 1      | 0      | 3     |
| 3       | Austràlia     | 1  | 0      | 0      | 1     |
| 3       | Països Baixos | 1  | 0      | 0      | 1     |
| 5       | França        | 0  | 1      | 2      | 3     |
| 6       | Àustria       | 0  | 1      | 1      | 2     |
| 7       | Finlàndia     | 0  | 1      | 0      | 1     |
| 7       | Rússia        | 0  | 1      | 0      | 1     |
| 9       | Suïssa        | 0  | 0      | 1      | 1     |
|         |               |    |        |        |       |
| Total   | Total         | 6  | 6      | 6      | 18    |